# Ошкая, Валдис

Валдис Ошкайя, около 1955 г.

Валдис Ошкая со студентами. ЛУ

Валдис Ошкая на рабочем месте. ЛУ

Научный труд Валдиса Ошкая

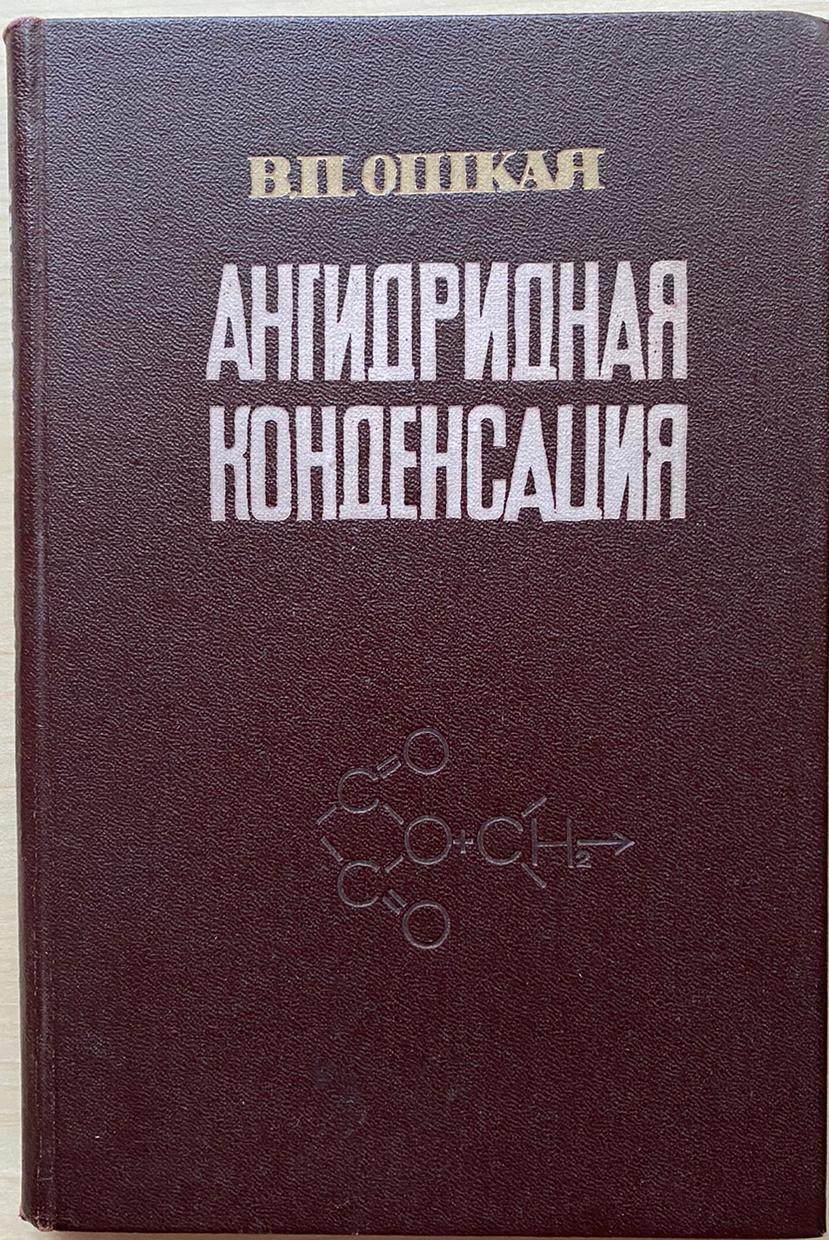
Научный труд Валдиса Ошкая

Валдис Ошкая в своей лаборатории

Валдис Ошкая (родился 6 октября 1924 года – умер 14 июня 1974 года) – латышский химик, кандидат химических наук. Ученик Густава Ванага и лауреат премии имени своего учителя (1974).
Биография
Родился 6 октября 1924 года на хуторе «Рийниеки» поселка Арциемс волости Пале Валмиерского района в семье Петериса Альберта Ошкая и его жены Эммы (урождённой Порей), латыш по национальности.  Учился в Палесской основной школе, которую окончил в 1939 году. В том же году Валдис Ошкая поступил в Валмиерскую государственную среднюю школу. Летом работал в отцовском крестьянском хозяйстве. В 1945 году был призван в советскую армию, служил в Таллинне. После демобилизации в 1947 году продолжил учёбу в Валмиерской средней школе, которую окончил в 1948 году.
В 1949 году Валдис Ошкая поступил на химический факультет  Латвийского университета (ЛУ), а в 1951 году был переведен на вновь созданный фармацевтический факультет Медицинского института.  Учёбу совмещал с работой – работал ассистентом в Рижской аптеке Nr. 24, рецептаром в Елгавской железнодорожной аптеке, лаборантом на Рижской экспериментальной фабрике лимонной кислоты (с 1966 года – Экспериментальный завод биохимических препаратов), химиком на кондитерской фабрике «17. Jūnijs».
В 1954 году с отличием окончил Рижский медицинский институт. Работал на химико-фармацевтическом заводе начальником лаборатории цеха, сменным мастером и начальником цеха. Но его мечтой была наука, и юноша из деревни сумел её реализовать.
С июня 1958 года по август 1963 Валдис Ошкая был младщим научным сотрудником в Институте органического синтеза Академии наук Латвии. Под руководством выдающегося латышского химика, основоположника органической химии в Латвии Густава Ванага 8 апреля 1963 года защитил кандидатскую диссертацию по химии на тему «Методы синтеза индандиона-1,3».
Валдис Ошкая преподавал химию в Рижском политехничнском институте, а осенью 1963 года приступил к работе старшим преподавателем на биологическом факультете Латвийского университета. На тот момент у него уже было 13 научных публикаций и одно авторское свидетельство.
Когда в 1964 году в Риге был создан химический факультет, Валдис Ошкая стал и.о. доцента на кафедре органической химии. Он читал основной курс органической химии студентам второго и третьего курса, курс химии полимеров, спецкурсы «Химия высокомолекулярных соединений», «Структура органических соединений и механизмы реакции», «Гетероциклические соединения и их синтез» студентам пятого курса и руководил практическими работами.
Вел обширную методическую работу, став автором и соавтором девяти методических пособий.
Участвовал в создании лаборатории микроанализа и создании новой специальности – биоорганики.
Наряду со своими выдающимися достижениями в педагогической области, Валдис Ошкая целенаправленно занимался научной работой. С июня 1965 года он совмещал работу в ЛУ с работой старшим научным сотрудником в лаборатории микробиологии растений Института микробиологии. А с 1 августа 1970 года работал на полную ставку в Институте микробиологии, и все свое время посвящал научной работе.
Здесь, в Клейсти, закладывались основы латвийской вирусологии и иммунологии, создавались уникальные медицинские препараты, вакцины против полимиелита, а также лейкоза крупного рогатого скота.
Валдис Ошкая организовал группу биохимиков, занимавшихся изучением синтеза аминокислот, руководил ею, а затем взялся за совершенно новую тему – изучение цитокининов, гормонов растений, которые несут генетическую информацию, а также эпифитных микроорганизмов. Кроме того, он изучал влияние свободных аминокислот на развитие растений.
Результаты своей научной деятельности Валдис Ошкая обобщил в двух книгах, которые вышли в Риге в издательстве «Зинатне» в 1973 и 1974 году.
Первая книга «Ангидридная конденсация» посвящена изучению ангидрида фталевой кислоты, одного из промежуточных продуктов промышленного органического синтеза, который имеет важное значение для производства пластмасс, лекарственных препаратов и пестицидов. Этот труд автор посвятил своему учителю академику Густаву Ванагу.
Вторая книга - «Нингидриновые реакции»- описывает реакции, позволяющие выявить аминосоединения в составе веществ. В наши дни эти реакции используются, в том числе в криминалистике.
Вклад Валдиса Ошкая в органическую химию был отмечен высшей для латвийского химика наградой – премией Густава Ванага (1974).
Семья
Жена – Евгения Ошкая (Лаврентьева) (1929–2015), фармацевт. Дочери – журналисты Ксения Загоровская (1957) и Ина Ошкая (1962). Внук – Евгений Загоровский (1979).
Воспоминания
«Я стал ученым, благодаря Валдису Ошкая»
Президент Академии наук ЛР Иварс Калвиньш:
Этот выдающийся ученый считает, что именно Валдис Ошкая «заразил» его интересом к науке. И ещё преподаватель Ошкая спас его от крупных неприятностей. В студенческие годы он вместе с однокурсниками пошутил – запустил самодельную петарду. На беду, она взорвалась под окнами некоего большого партийного функционера. Шутников нашли, исключили из комсомола, что в то время фактически означало конец карьеры, вспоминает профессор. Но ему повезло. Доцент Валдис Ошкая позвонил заместителю директора Института органического синтеза Маргеру Лидаке и попросил принять хулигана на работу.
Так Ивар Калвиньш пришёл в институт, который впоследствии возглавил.
(Из интервью Ивара Калвиньша журналу “Forbes”Baltic”, август 2020. gada)
„Подлинный человек науки»
Паулс Пумпенс, молекулярный биолог, бывший студент В. Ошкая:
В наших глазах д-р Ошкая был выдающимся, даже гениальным преподавателем, блестящим лектором, универсальным энциклопедистом в органической химии. Человек с уникальной памятью и глобальными знаниями. Наверняка самый зметный и самый популярный преподаватель на факультете, среди органиков и биохимиков точно.
У меня сохранились самые тёплые воспоминания о д-ре Ошкая как о лучшем преподавателе классического курса органической химии. Свидетельствую и об особом отношении к нему всего нашего курса (и всего факультета) как к ученому (мы все сразу почувствовали, что он не только знающий преподаватель, но и настоящий человек науки по своему глубочайшему убеждению). Мы испытывали определённое и явное преклонение перед ним как перед ученым (большая редкость на факультете). Мои однокурсники с большим увлечением работали у д-ра Ошкая все лето днем и ночью, что тоже было большой редкостью на факультете.
Я довольно часто встречал Валдиса Ошкая в здании 48 на улице Горького, где в то время находился химический факультет — он вечно курил на чёрной лестнице на 1-м этаже между своей лабораторией и большой аудиторией, где у нас проходили лекции, в том числе,  и большой курс органической зимии, который блестяще читал д-р Ошкая. Я даже начал курить, чтобы можно было составить ему компанию.
Будучи выдающимся педагогом, он очень заботился о будущем студентов, чтобы каждый из них мог реализовать себя в своей области и в рамках своих желаний попасть в правильную среду. Так, д-р. Ошкая отвел меня, студента-биохимика 2-го курса, в Институт микробиологии и попытался привлечь к  научной работе. К сожалению, у меня там толком ничего не получилось, но д-р. Ошкая сделал все возможное, чтобы мне помочь, за что я ему всю жизнь был (и сейчас тоже) безмерно блгодарен.
С подлинным восхищением вспоминаю его лекции по органической химии. И страх перед экзаменом. Очень строгим экзаменом, сдать который было совсем не просто. Требования у него были очень высокие.
Валдис Ошкая был очень приятный, тихий и уравновешенный человек. Он умер в 1974 году. Мы окончили учёбу в 1970 году, но на похороны пришла вся наша группа.
Фантастически талантливый человек! Учитель многих людей. И очень хороший человек.
«Его работы имеют непреходящую ценность»
Гунарс Дубурс, хаб. доктор химических наук, профессор ЛУ:
Мне повезло несколько лет работать вместе с Валдисом Ошкая в лаборатории ароматических соединений Института органического синтеза под руководством профессора Густава Ванага.
Прежде всего, хочу отметить характерные черты Валдиса Ошкая. По моему мнению, это честность, правдивость, любовь к работе и химии, сдержанность, умение прийти на помощь, доброжелательность и грусть, можно сказать, грустная ирония.
Валдис охотно помогал, если были проблемы или неясные вопросы и по химии, и в быту. Никогда с ним не было никаких конфликтов или недоразумений. Он пользовался подлинным уважением и авторитетом. Отношение Валдиса к своим коллегам было всегда дружеское и доброжелательное.
Валдис Ошкая хорошо вписался в школу профессора Густава Ванага со своим очень серьёзным подходом к порученным направлениям исследований, проникновением в суть, умением искать и находить лучшие решения. Валдис проводил исследования очень тщательно, не боясь объёма работы, который необходимо было проделать для всестороннего изучения вопроса, нахождения нестандартного решения.
Валдис Ошкая изучал методы получения производных индандиона-1,3, что позволило раширить эту группу веществ. Значительным новшеством следует считать разработанный Валдисом Ошкая подход к непрерывному получению лекарственного препарата фенилина (2-фенилиндандиона-1,3).
Это была новаторская идея для промышленного производства, принципиально отличающаяся от традиционного для фармацевтической промышленности, когда соединения повторно синтезировались в реакторах с выделением промежуточных продуктов, которые нужно было отделять. Это был длительный и трудоемкий процесс. Валдис Ошкая реализовал свой метод в лабораторных условиях. Так же, как он все делал – тщательно, без шума и самовосхваления.
Его работы имеют непреходящее значение..
Научные труды
Валдис Ошкая – автор примерно 70 научных публикаций, в том числе::
В. Ошкая.Методы синтеза индандионов-1,3.Сборник «Циклическиев-дитетонs” ,Рига, АН ЛР, 1961
Г. Ванаг, В. Ошкая.Самоконденсация 2-фенилиндандиона-1,3.Известия АН ЛР, 1961
Г. Ванаг, В.Ошкая.Конденсация фталевогоангидрида с фенилуксусной кислотой в растворе уксусного ангидрида. Известия АН ЛР, № 3, с. 67-76, 1964
В. Ошкая, Ю. Ротберг.Некоторые реакции конденсации 4-нитрофталевого ангидрида. Известия АН ЛР, 1965
Ошкая, Г. Эглите.Роль свободных аминокислот во взаимоотношениях между микроорганизмами и высшими растениями. Сборник «Микроорганизмы и растения», 1970
В. Ошкая, Г. Эглите.Цветные реакции некоторых 2-нитровоиндандионов-1,8 и 2-бром-2нитроиндандионов-1,3 с протеиновымиамино кислотами.
В. Ошкая, Д. Муцениеце, С. Берзиня, А. Клинцаре.Выделение азотобактером производных пурина. Известия АН ЛР, № 9, 1972
В. Ошкая. Свободные аминокислоты как регуляторы роста и ихпревращения в соединения, влияющие на рост и развитие растений. Сборник «Микроорганизмы и растения», Рига, «Зинатне», 1972
В. Ошкая, Д. Муцениеце. Метаболиты микроорганизмов и синтетические соединения, влияющие на рост и развитие растений. Производные индандиона 1,3, стимулирующие корнеобразование черенков фасоли. Известия АН ЛР, № 11, 1973
Внешние ссылки
1. https://forbesbaltics.com/lv/uznemeji/raksts/ambiciozais-kimikis-ivars-kalvins